# Willem II in het seizoen 1973/74
Het seizoen 1973/1974 was het 20e jaar in het bestaan van de Tilburgse betaaldvoetbalclub Willem II. De club kwam uit in de Nederlandse Eerste divisie en eindigde daarin op de 18e plaats. Tevens deed de club mee aan het toernooi om de KNVB Beker, hierin werd in de derde ronde verloren van FC Utrecht (0–2).

## Wedstrijdstatistieken

### Eerste divisie
|       | SC Amersfoort | FC Den Bosch '67 | SC Cambuur | FC Dordrecht | Eindhoven | Excelsior | Fortuna | Fortuna SC | Heerenveen | Helmond Sport | Heracles | PEC Zwolle | SVV   | Veendam | Vitesse | Volendam | De Volewijckers | FC VVV | Wageningen |
| ----- | ------------- | ---------------- | ---------- | ------------ | --------- | --------- | ------- | ---------- | ---------- | ------------- | -------- | ---------- | ----- | ------- | ------- | -------- | --------------- | ------ | ---------- |
| Thuis | 1 – 3         | 0 – 2            | 4 – 3      | 2 – 0        | 4 – 2     | 1 – 1     | 2 – 1   | 0 – 0      | 0 – 5      | 2 – 0         | 1 – 1    | 2 – 5      | 1 – 1 | 1 – 1   | 1 – 0   | 1 – 2    | 1 – 2           | 2 – 1  | 2 – 2      |
| Uit   | 2 – 2         | 2 – 0            | 0 – 1      | 2 – 2        | 3 – 1     | 2 – 0     | 0 – 0   | 5 – 0      | 3 – 1      | 1 – 0         | 0 – 0    | 1 – 0      | 3 – 2 | 2 – 0   | 2 – 1   | 3 – 1    | 1 – 1           | 1 – 1  | 0 – 0      |

### KNVB beker
| 1e ronde                                                | FC Dordrecht                               | 1 – 4 (1 – 2)                         | Willem II                                                        |
| 26 augustus 1973 Plaats: Dordrecht Krommedijk           | Ger Naaktgeboren 38' (pen.)                |                                       | 6', 36' Hans Leushuis 75' Henk van Meteren 79' Cees van den Berg |
| 2e ronde                                                | Willem II                                  | 2 – 2 (0 – 0, 2 – 2) Na strafschoppen | Volendam                                                         |
| 10 november 1973 Plaats: Tilburg Gemeentelijk Sportpark | Cees van den Berg 51' Henk van Meteren 68' |                                       | 54' Jan Jonk 89' Jan Karsten                                     |
| 3e ronde                                                | FC Utrecht                                 | 2 – 0 (0 – 0)                         | Willem II                                                        |
| 20 januari 1974 Plaats: Utrecht Galgenwaard             |                                            |                                       | 54' Cor Hildebrand 85' Joop van Maurik                           |

## Statistieken Willem II 1973/1974

### Eindstand Willem II in de Nederlandse Eerste divisie 1973 / 1974
| Stand | Gespeeld | Gewonnen | Gelijk | Verloren | Punten | Doelpunten voor | Doelpunten tegen |
| ----- | -------- | -------- | ------ | -------- | ------ | --------------- | ---------------- |
| 18e   | 38       | 8        | 13     | 17       | 29     | 41              | 65               |

### Topscorers
| #                    | Naam              | Goal |
| -------------------- | ----------------- | ---- |
| 1.                   | Cees van den Berg | 7    |
| 1.                   | Walter Ferreira   | 7    |
| 1.                   | Henk van Meteren  | 7    |
| 4.                   | Louis de Puyt     | 6    |
| 5.                   | Wil Swaans        | 3    |
| 6.                   | Hans Eijkenbroek  | 2    |
| 6.                   | Dom Hakkens       | 2    |
| 6.                   | Hans Leushuis     | 2    |
| 6.                   | Don van Riel      | 2    |
| 10.                  | Harrie Hilverts   | 1    |
| Onbekende doelpunten |                   |      |
| –                    | Onbekend          | 2    |
| Totaal               | Totaal            | 41   |

| #      | Naam              | Goal |
| ------ | ----------------- | ---- |
| 1.     | Cees van den Berg | 2    |
| 1.     | Hans Leushuis     | 2    |
| 1.     | Henk van Meteren  | 2    |
| Totaal | Totaal            | 6    |